# Friedrich Ulrich (Braunschweig-Wolfenbüttel)

Herzog Friedrich Ulrich von Braunschweig-Wolfenbüttel

Friedrich Ulrich von Braunschweig-Wolfenbüttel (* 5. April 1591 in Wolfenbüttel; † 11. August 1634 in Braunschweig) war nomineller Herzog zu Braunschweig und Lüneburg und Fürst von Braunschweig-Wolfenbüttel von 1613 bis 1634.

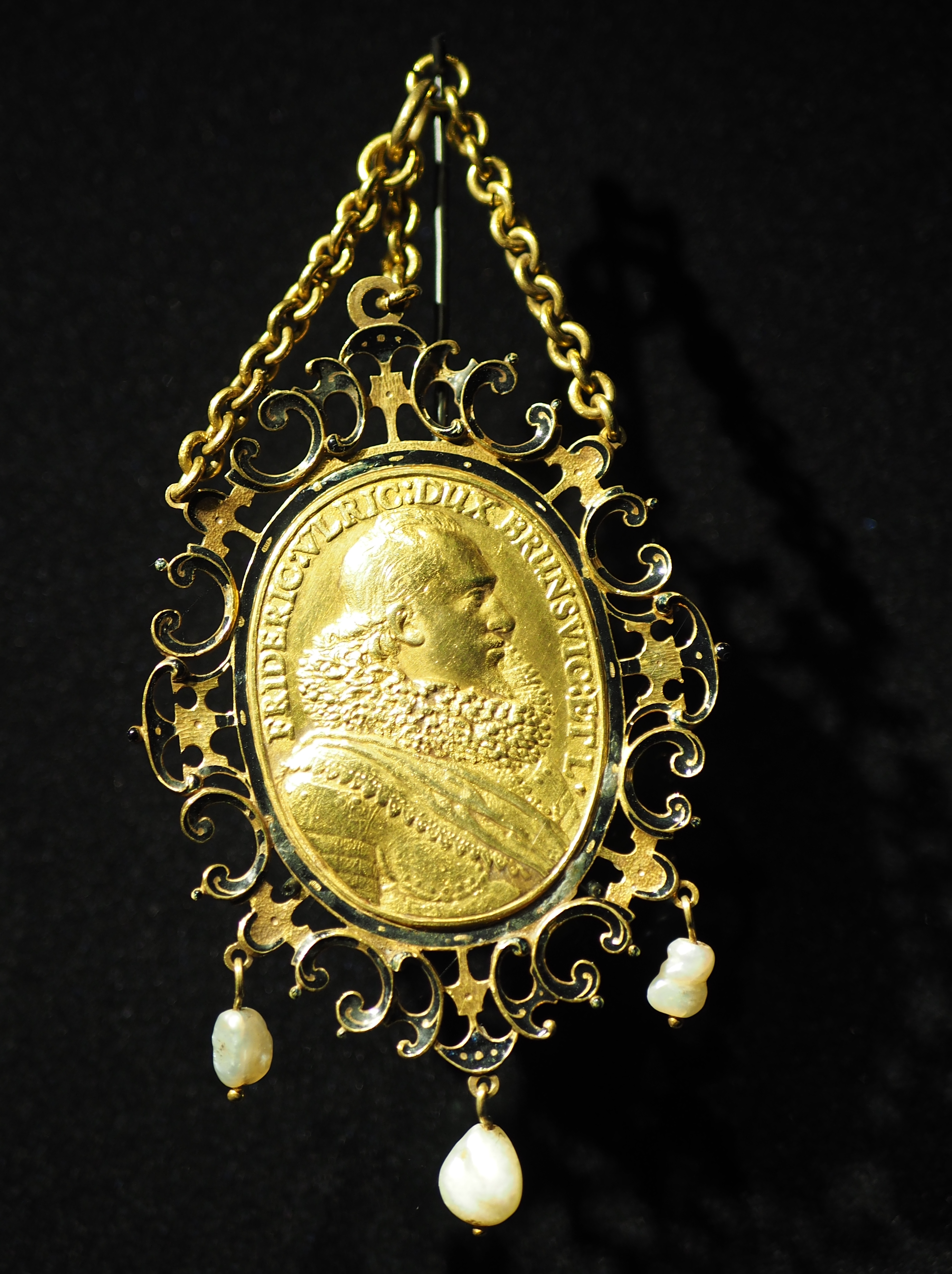
Gnadenpfennig Wert 12 Dukaten – zeigt Herzog Friedrich Ulrich

## Leben
Friedrich Ulrich war der älteste Sohn des Herzogs Heinrich Julius von Braunschweig-Wolfenbüttel (1564–1613) aus dessen zweiter Ehe mit Elisabeth (1573–1626), ältester Tochter des Königs Friedrich II. von Dänemark. Sein jüngerer Bruder war der Feldherr Christian von Braunschweig-Wolfenbüttel, genannt der tolle Halberstädter.
Friedrich Ulrich erhielt eine wissenschaftliche Ausbildung, die Studien an den Universitäten in Tübingen und Helmstedt beinhaltete und durch eine Kavalierstour nach England und Frankreich abgeschlossen wurde. Sein Vater hatte ihm bei seinem Tod die erhebliche Schuldenlast von 1,2 Millionen Talern hinterlassen. Friedrich Ulrich heiratete Anna Sophia (1598–1659), Tochter des Kurfürsten Johann Sigismund von Brandenburg. Die Ehe wurde unglücklich und blieb kinderlos.
Kurz nach seinem Regierungsantritt kam es zu Auseinandersetzungen mit der Stadt Braunschweig, die erhebliche Geldforderungen des Herzogs nicht bezahlen wollte. Friedrich Ulrich belagerte die Stadt deshalb 1615 für drei Monate erfolglos. Wegen seiner Regierungsunwilligkeit, Friedrich Ulrich unterschrieb jedes ihm vorgelegte Dokument ungeprüft, kam es zum Aufstieg des Anton von der Streithorst, der 1616 zum Statthalter ernannt wurde und das Regiment der ungetreuen Drosten anführte. Aber auch Friedrich Ulrichs Mutter und ihr Bruder, der dänische König Christian IV., hatten wesentlichen Einfluss auf die Regierungsgeschäfte. 
Im Dreißigjährigen Krieg versuchte er zunächst neutral zu bleiben. Später ließ er sich in einen Feldzug mit den Kaiserlichen einbinden, der mit einer Niederlage endete. Anfang 1626 übergab er die Regentschaft seines Landes, in dem kaiserliche und ligistische Truppen standen, an seinen Bruder Herzog Christian. Während Braunschweig-Wolfenbüttel so immer mehr unter den Einfluss der dänischen Partei geriet, wandten sich die in Grubenhagen und Lüneburg regierenden Welfenherzöge Georg und Christian der Ältere von dieser ab, wodurch Braunschweig-Wolfenbüttel von verfeindeten Heeren umgeben war. Am 26. Februar 1626 zogen dänische Truppen in Wolfenbüttel ein. Einige Wochen später erklärte Kaiser Ferdinand II. die Abdankung Friedrich Ulrichs zugunsten Christians für nichtig und drohte mit Sequestrierung des Fürstentums. Im Niedersächsisch-Dänischen Krieg wurde nun auch um die Macht im Fürstentum Wolfenbüttel gekämpft. Schon vor der vernichtenden Niederlage Christian IV. in der Schlacht bei Lutter am Barenberge hatte Friedrich Ulrich unterdessen begonnen, sich von der dänischen Partei zu lösen und sich dem Kaiser und General Tilly anzunähern. Am 2. September 1626 wies er nun aber die dänischen Garnisonen seiner Städte (u. a. in Northeim und auf der Erichsburg) an, diese zu verlassen.
Sein Fürstentum Wolfenbüttel, als eines der in Deutschland am schlimmsten betroffenen, hatte hart zu leiden, da es sich zeitweise vollständig in den Händen der Soldateska befand.
Unter dem Gesellschaftsnamen Der Dauerhafte wurde er als Mitglied in die Fruchtbringende Gesellschaft aufgenommen.
Friedrich Ulrich starb 43-jährig an den Folgen eines doppelten Schenkelbruchs und wurde in der Wolfenbütteler Marienkirche bestattet.
Friedrich Ulrich gilt als einer der unfähigsten und untauglichsten Regenten des Hauses Braunschweig. Als Spielball in den Händen seiner Räte war er im Wesentlichen nur an Tafelfreuden interessiert. Er verlor den Großteil seines Landes und mediatisierte sich durch seine umfangreichen Schenkungen an seine Räte selbst. Mit seinem Tod erlosch die Wolfenbütteler Linie des Hauses Braunschweig, und Wolfenbüttel fiel an die Braunschweigische Hauptlinie unter August dem Jüngeren zurück.